# Aeroportul Internațional Xishuangbanna Gasa
Aeroportul Internațional Xishuangbanna Gasa (IATA: JHG, ICAO: ZPJH) este un aeroport din Jinghong⁠(d), Xishuangbanna Dai Autonomous Prefecture⁠(d), Yunnan, Republica Populară Chineză ce deservește zona Jinghong⁠(d). Aeroportul a fost tranzitat în 2022 de 2.397.548 de pasageri.
Situat la o altitudine de 553 m, aeroportul dispune de o singură pistă.